# Paradoja del plancton
En el ámbito de la biología acuática, la paradoja del plancton es el nombre que se le da a la situación contradictoria en que varias poblaciones de organismos planctónicos coexisten a pesar de competir por un conjunto limitado de recursos (luz y nutrientes). La paradoja se deriva del principio de exclusión competitiva (a veces denominado Ley de Gause), que establece que cuando dos especies compiten por el mismo recurso limitado, una de ellas terminará por acaparar dicho recurso y orillará a la otra a cambiar de nicho ecológico o la llevará a su extinción. La alta diversidad de organismos de diferentes especies que conforman el plancton en todos los niveles filogenéticos parece contradictoria, ya que los recursos por los que compiten entre sí (luz, nitrato, fosfato, ácido silícico, hierro), tienen una disponibilidad muy limitada.
La paradoja fue descrita originalmente por el limnólogo George Evelyn Hutchinson. Hutchinson propuso que la paradoja podía ser resuelta al analizar el efecto que tienen en las diferentes especies de organismos fenómenos físicos como gradientes verticales de luz y regímenes de flujo como la turbulencia; interacciones biológicas como la simbiosis, el comensalismo y la depredación diferencial; o cambios constantes en las condiciones ambientales. Un trabajo reciente ha propuesto también como solución analizar los efectos de la interacción de los organismos con el pastoreo de tamaño selectivo, la heterogeneidad espacio-temporal y fluctuaciones del medio ambiente. La variedad de organismos planctónicos consigue coexistir porque los factores ecológicos y ambientales interactúan con su hábitat y lo modifican continuamente. El plancton nunca llega a experimentar un equilibrio de condiciones para poder competir por los recursos limitados de su hábitat y conseguir que solo una especie de las que lo conforman se vea favorecida.